# دموکراسی نیابتی
دموکراسی نیابتی یا مردم‌سالاری نیابتی (به انگلیسی: Representative democracy) یا دموکراسی غیرمستقیم (به فرانسوی: Démocratie indirecte) نوعی از دموکراسی است که در برابر دموکراسی مستقیم قرار می‌گیرد. تقریباً تمامی نظام‌های سیاسی دمکراتیک مدرن، شکل‌هایی از دمکراسی نمایندگی هستند. این مکتب از این اصل ریشه گرفته که منتخبان مردم می‌توانند نمایندگان آن‌ها باشند.
این دموکراسی می‌تواند در انواع مختلف حکومت نمایان شود. به عنوان مثال:
- پادشاهی مشروطه (بریتانیا)
- جمهوری پارلمانی (آلمان)
- جمهوری نیمه‌ریاستی (فرانسه)
- جمهوری ریاستی (آمریکا)

این دموکراسی قدرت را در دست نمایندگانی قرار می‌دهد که توسط مردم انتخاب می‌شوند و در مجلس نمایندگان دربارهٔ طرح‌های پیشنهادی از سوی دولت یا از سوی نمایندگان تصمیم می‌گیرند. در برخی کشورها، مجلسی بالادست نیز وجود دارد که این مصوبه‌ها بایستی از تصویب آن هم بگذرد تا به شکل قانون درآید به‌عنوان مثال در آمریکا که مجلس نمایندگان و مجلس سنا وجود دارند.